# Alt-Hietzing
Hietzing, aussi Alt-Hietzing, est un quartier (canton) de Hietzing, le 13e  arrondissement de Vienne. C'est aussi l'une des 89 communautés cadastrales de Vienne .

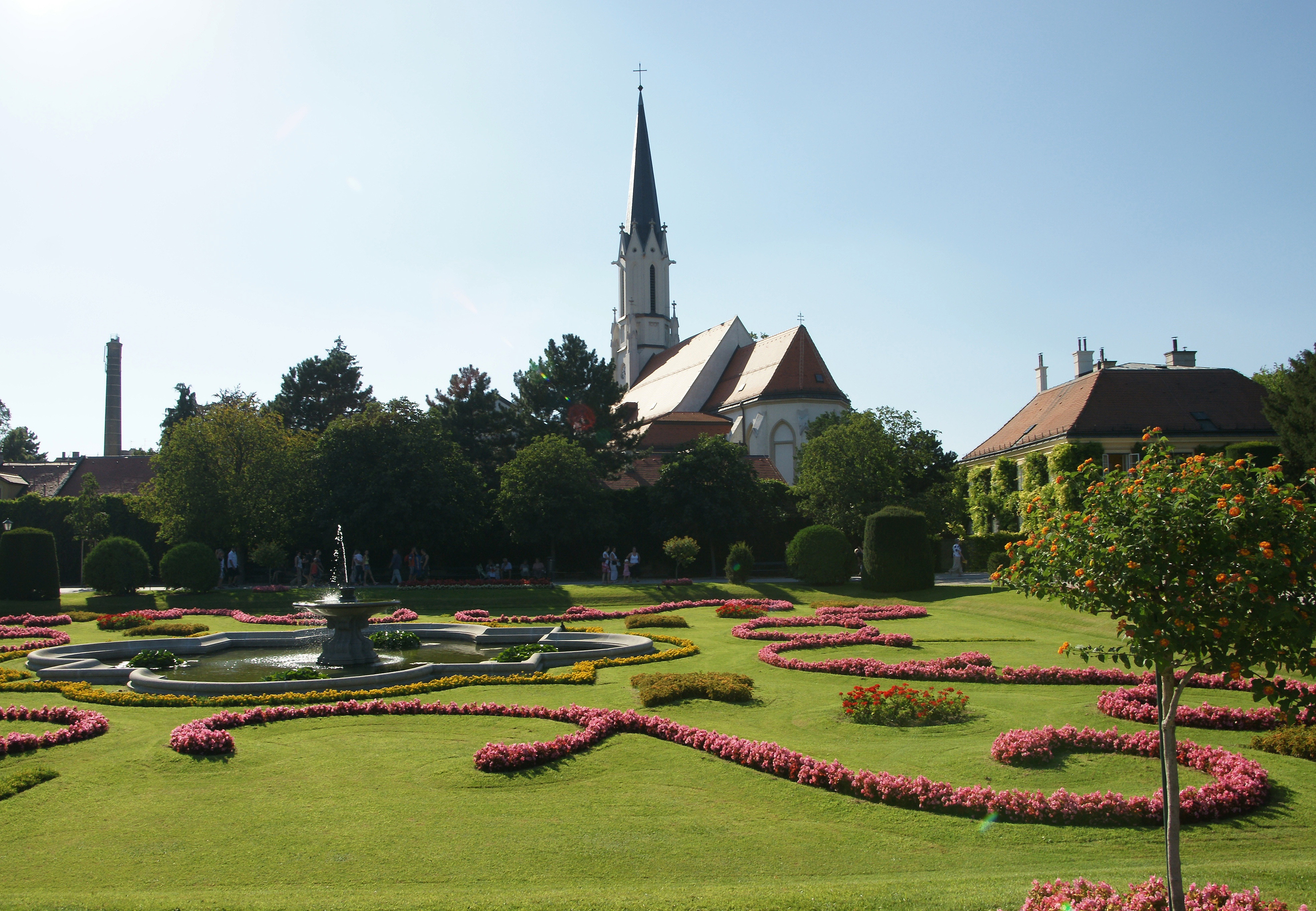
L'église paroissiale de Hietzing, consacrée à la Vierge Marie.